# Interesse (scienza politica)
Nella scienza politica, il termine interesse si riferisce a un'attitudine durevole di individui, gruppi sociali o collettività politiche, che nasce dalla loro posizione sociale e si manifesta come aspirazione all'acquisizione o alla preservazione di beni materiali o immateriali.

## Storia delle idee
La parola fu usata per la prima volta nel Corpus Iuris Civilis, compilato tra il 528 e il 534 per volontà dell’imperatore bizantino Giustiniano I. Nel linguaggio giuridico dell’alto medioevo, il termine veniva impiegato con il significato di interesse (in denaro) o rendita. A partire dal XVI secolo, il significato si spostò progressivamente verso quello di vantaggio o utilità.
Dal punto di vista della storia delle idee, questo cambiamento segnò l’inizio del superamento dell’idea di fondo secondo cui l’agire umano fosse motivato da norme collettive o valori trascendenti. Si aprì così la strada a una teoria sociale di stampo individualista, superando la connotazione negativa - sinonimo di egoismo peccaminoso - fino ad allora utilizzata nella Controriforma.
Fino all’Illuminismo, si svilupparono diverse dottrine dello Stato e della morale, in cui gli interessi – ora considerati legittimi – dei cittadini visti come attori autonomi venivano riconosciuti, e si poneva il problema di come potessero essere riconciliati con il bene comune.
Il giurista tedesco Lorenz von Stein (1815–1890) definì l’interesse come il "principio della società", mentre per il sociologo Max Weber (1864–1920) rappresenta la "condizione dell’agire umano". Da allora, le scienze sociali vedono negli interessi degli individui e dei gruppi la motivazione centrale dell’azione umana.
Gli interessi organizzati sono da allora considerati una componente essenziale del panorama politico. Essi esercitano un’influenza significativa sia sulla nostra percezione, sia sull'orientamento politico rispetto ai più diversi ambiti delle politiche pubbliche.

## Concetto in politologia
Nella teoria pluralista, gli interessi sono considerati come il motore dell'azione politica. Si presume che gli individui e i gruppi perseguano determinati obiettivi in base ai propri interessi e che li facciano valere all'interno del sistema politico, secondo il meccanismo che Schumpeter ha definito dello scambio politico. I gruppi di interesse organizzati (lobby) fungono quindi da mediatori centrali tra società e Stato. La concorrenza tra interessi dovrebbe garantire una rappresentanza equilibrata delle varie istanze sociali.
Secondo Theodor Eschenburg, gli interessi sono desideri, bisogni, aspettative, impulsi e passioni degli esseri umani che possono essere articolati individualmente o collettivamente. Non tutte le aspirazioni soggettive diventano automaticamente rilevanti per la politica; sono solo quelle che trovano espressione in forma organizzata e riescono a esercitare influenza politica.
Poiché in una società pluralista tutte le persone esprimono i propri interessi, secondo il politologo Joachim Detjen, tutti gli interessi sono “dal punto di vista dello Stato sempre parziali e portatori di conflitto, mai però generali”. In questo senso, l’uso del termine interesse universale o generale suggerirebbe “qualcosa di inesatto”.
L’idea di un interesse generale può essere salvata solo presupponendo un’istanza superiore, che stia al di sopra di tutti gli interessi, ma non possieda un interesse proprio. Tale istanza può essere di natura metafisica o fondata sul diritto naturale, ad esempio incarnandola nel concetto di dignità umana.
Il politologo Peter Massing, ispirandosi alla teoria dell’agire comunicativo di Jürgen Habermas, propone una distinzione discorsiva tra tutti gli interessi, classificandoli in razionali-generali e irrazionali-particolari, sostenendo che solo i primi dovrebbero poter pretendere validità. Questo approccio, tuttavia, è stato criticato come poco realistico o avulso dalla vita concreta.

## Critiche
La visione pluralista è stata criticata per trascurare le disuguaglianze strutturali nella possibilità di organizzare e rappresentare interessi. Secondo approcci marxisti e neomarxisti, gli interessi sono determinati in primo luogo dalla posizione di classe e dalle relazioni di produzione. La capacità di far valere interessi è distribuita in modo diseguale nella società capitalista, con un vantaggio strutturale per i gruppi economicamente potenti. Peraltro, la teoria del mercato politico dimostra che nelle democrazie avanzate esercitano un peso non secondario anche le rappresentanze degli interessi del proletariato, mediante l'azione dei sindacati o dei patronati.
Anche approcci post-strutturalisti e costruttivisti mettono in dubbio l'idea che gli interessi esistano oggettivamente e possano essere semplicemente "rilevati". Essi sottolineano che gli interessi sono sempre anche interpretati, costruiti e comunicati. Quindi, essi non sono dati naturalmente, ma prodotti sociali che emergono attraverso discorsi, pratiche culturali e potere.